# Purius superpulverea
Purius superpulverea là một loài bướm đêm thuộc phân họ Arctiinae, họ Erebidae.